# 阿什格羅夫 (密蘇里州)
阿什格羅夫（英語：Ash Grove）是位於美國密蘇里州格林縣的城市。

## 人口
根據2020年美國人口普查的數據，阿什格羅夫的面積為3.44平方千米，皆為陸地。當地共有人口1512人，而人口密度為每平方千米440人。